# Lindarängen

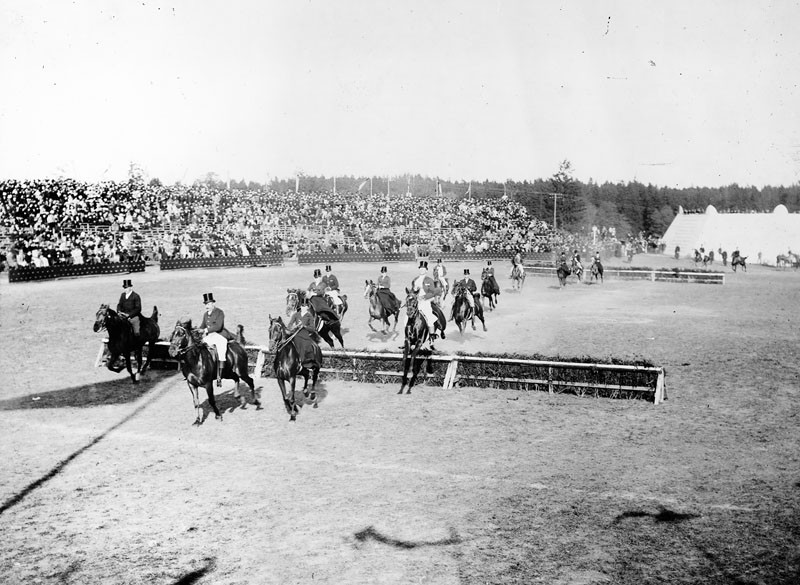
Reitveranstaltung in Lindarängen 1894

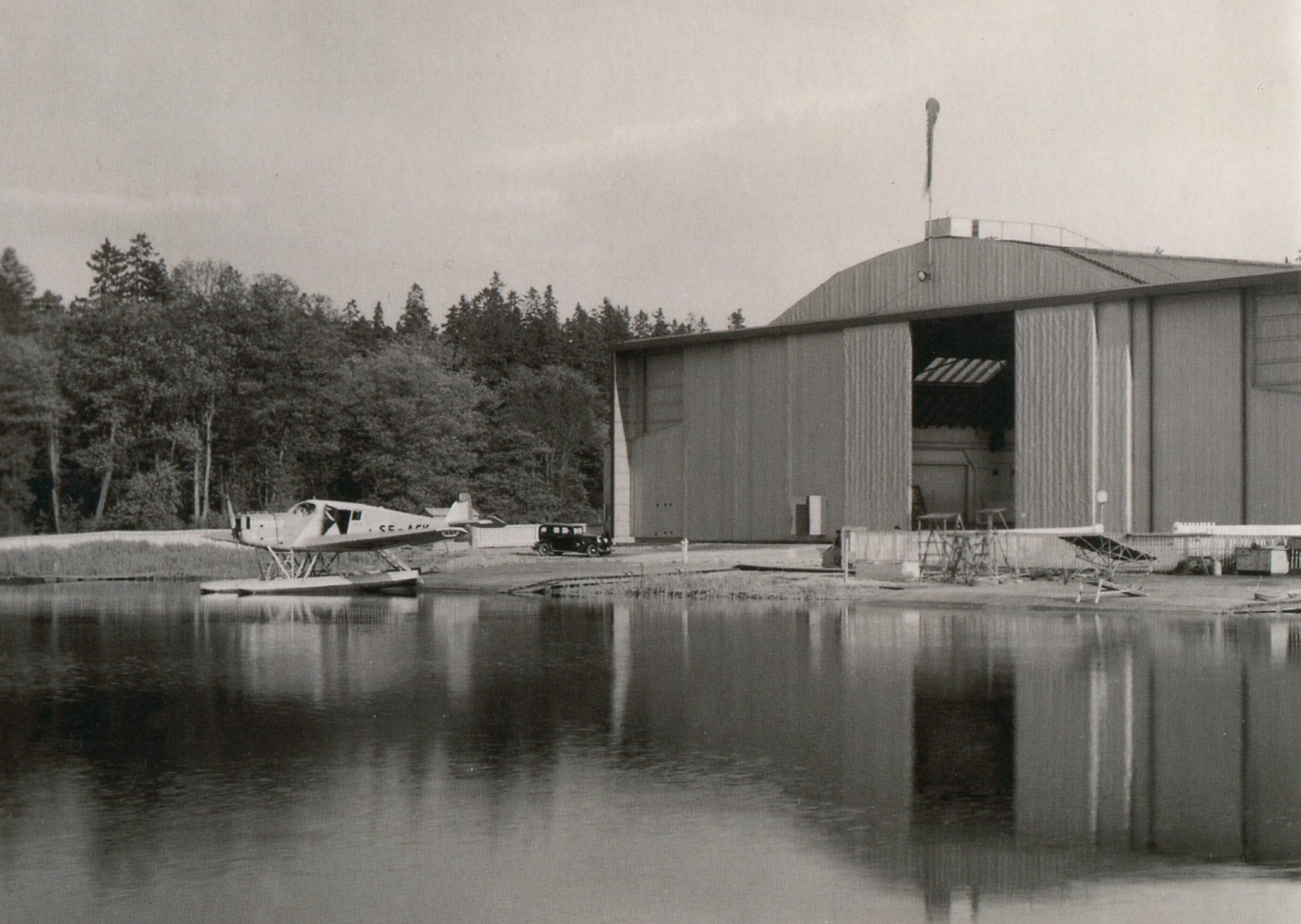
Flughafen im Jahr 1930

Lindarängen ist ein Gebiet in der schwedischen Hauptstadt Stockholm. 
Während den Olympischen Sommerspielen 1912 wurde in Lindarängen der Hindernisritt im Vielseitigkeitsreiten ausgetragen. 
Zwischen 1921 und 1952 befand sich in Lindarägen ein Flughafen für Wasserflugzeuge.